# 新城 (新竹縣寶山鄉)
新城，是臺灣新竹縣寶山鄉的一個傳統地域名稱，位於該鄉中部偏西南。相較於今日行政區，其範圍大致與新城村相近。

## 歷史
台灣清治末期至日治初期，新城地區為一街庄，稱為「新城庄」，隸屬於竹北一堡。該庄北與雙溪庄為鄰，東與鷄油凸庄為鄰，南邊為富興庄，西邊為寶斗仁庄。
1901年（日治明治三十四年）11月，全台廢縣廳改設二十廳，該庄隸屬於新竹廳。1909年（明治四十二年）10月，合併二十廳為十二廳，該庄隸屬不變。1920年（大正九年），廢十二廳改設五州二廳，該庄改制為「新城」大字，隸屬於新竹州竹東郡寶山庄，大字下有「新城」、「柑子崎」小字名。
戰後寶山庄改制為寶山鄉，隸屬於新竹縣，大字亦改制為村。1950年桃、竹、苗分治，寶山鄉隸屬不變。

## 交通
國道1號又稱「中山高速公路」，是台灣西部兩大縱向高速公路之一，大致以東北－西南走向經過新城地區北部及西北部，境內未設交流道，東北側最近的是園區二路、新安路、光復路、公道五路等交會口共同形成新竹交流道，西南側最近的是省道縣道124甲線交會口的頭份交流道，由此等進入可快速前往台灣西部國道1號沿線各地。
鄉道竹47線（寶新路二段、新珊路）是雙溪至珊珠湖的道路，大致以東北—西南走向蜿蜒經過本地區北部及西北部，往東北可前往雙溪聚落（即寶山市區）並止於聚落西側的竹82線路口，向西南可前往寶斗仁並止縣界，再續行可前往苗栗珊珠湖。
鄉道竹40線（新湖路五段～四段）是新城至二重埔的道路，也是本地區南部主要的橫向道路，其西側端點位於本地區西南部的新城聚落鄉道竹47線路口，由此大致向東南蜿蜒而行至邊界處，其後轉向東經鷄油凸、草山並經寶山水庫北側可前往二重埔並止於縣道122號。
鄉道竹47-2線（峰城路）是榕樹崗至三峰的道路，也是本地區東部邊界地帶主要的縱向道路，向北可前往榕樹崗並止於鄉道竹47線本線，向南可前往三峰止於鄉道竹40線。
新林路是新城至崎林的道路，續行雙林路一段、東香東街、茄苳景觀大道可達國道3號的茄苳交流道。

## 學校
- 新城國小

## 運動休閒
- 寶山高爾夫球場